# Сузано (Мантова)
Сузано је насеље у Италији у округу Мантова, региону Ломбардија.
Према процени из 2011. у насељу је живело 64 становника. Насеље се налази на надморској висини од 26 м.